# Fernando Hernández (Schiedsrichter)
Fernando Hernández Gómez (* 16. Dezember 1983 in Mexiko-Stadt) ist ein mexikanischer Fußballschiedsrichter.
Hernández leitet seit Juli 2015 Spiele in der mexikanischen Liga MX; er hatte bislang über 175 Einsätze.
Seit 2018 ist er FIFA-Schiedsrichter und leitet internationale Fußballspiele.
Beim Gold Cup 2021 wurde Hernández bei einem Gruppenspiel und im Viertelfinale zwischen Gastnation Katar und El Salvador (3:2) eingesetzt.
Zudem leitete Hernández Spiele in der CONCACAF Champions League (zwei Partien), in der CONCACAF Nations League, in der CONCACAF-Qualifikation für die Weltmeisterschaft 2022 in Katar (ein Spiel) sowie Freundschaftsspiele.